# Condado de Pike (Ohio)
El condado de Pike es un condado estadounidense, situado en el estado de Ohio. Según el censo de los Estados Unidos de 2010, la población es de 28 709 habitantes. La cabecera del condado es Waverly.

## Geografía
Según la Oficina del Censo de los Estados Unidos, el condado tiene un área total de 1,150 km² (444 millas²). De éstas 1,143 km² (441 mi²) son de tierra y 6 km² (3 mi²) son de agua. 

### Colindancias
- Condado de Ross - norte
- Condado de Jackson - este
- Condado de Scioto - este
- Condado de Adams - suroeste
- Condado de Highland - oeste

## Historia
El condado de Pike se separó de los condados de Scioto, Ross y Adams, el 1 de febrero de 1811, su nombre es en honor de Zebulon Pike, líder de la expedición Pike de 1806 y muerto en la batalla de Tippecanoe de 1811.

## Demografía
Según el censo del año 2010, hay 28 709 personas, 10,444 cabezas de familia, y 7,665 familias que residen en el condado. La densidad de población es de 24 hab/km² (63 hab/mi²). La composición racial tiene:
- 96.72% Blancos (No hispanos)
- 0.56% hispanos (Todos los tipos)
- 0.89% Negros o Negros Americanos (No hispanos)
- 0.07% Otras razas (No hispanos)
- 0.18% Asiáticos (No hispanos)
- 1.36% Mestizos (No hispanos)
- 0.74% Nativos Americanos (No hispanos)
- 0.04% Isleños (No hispanos)

Hay 10,444 cabezas de familia, de los cuales el 36% tienen menores de 18 años viviendo con ellos, el 56.80% son parejas casadas viviendo juntas, el 11.90% son mujeres que forman una familia monoparental (sin cónyuge), y 26.60% no son familias. El tamaño promedio de una familia es de 2.61 miembros.
En el condado el 27% de la población tiene menos de 18 años, el 8.90% tiene de 18 a 24 años, el 28.90% tiene de 25 a 44, el 21.50% de 45 a 64, y el 13.60% son mayores de 65 años. La edad media es de 35 años. Por cada 100 mujeres hay 95.4 hombres. Por cada 100 mujeres mayores de 18 años hay 92.5 hombres.
Tabla de la evolución demográfica:
|       | 1900   | 1910   | 1920   | 1930   | 1940   | 1950   | 1960   | 1970   | 1980   | 1990   | 2000   |
| ----- | ------ | ------ | ------ | ------ | ------ | ------ | ------ | ------ | ------ | ------ | ------ |
| TOTAL | 27,695 | 24,249 | 22,802 | 19,114 | 19,380 | 14,607 | 16,113 | 13,876 | 14,151 | 15,723 | 18,172 |

## Economía
Los ingresos medios de un cabeza de familia el condado es de $31,649, y el ingreso medio familiar es $35,934.00 Los hombres tienen unos ingresos medios de $32,379 frente a $20,761 de las mujeres. El ingreso per cápita del condado es de $16,093.00 El 18.60% de la población y el 15.10% de las familias están debajo de la línea de pobreza. Del total de gente en esta situación, 23.20% tienen menos de 18 y el 13.60% tienen 65 años o más.

## Ciudades y pueblos

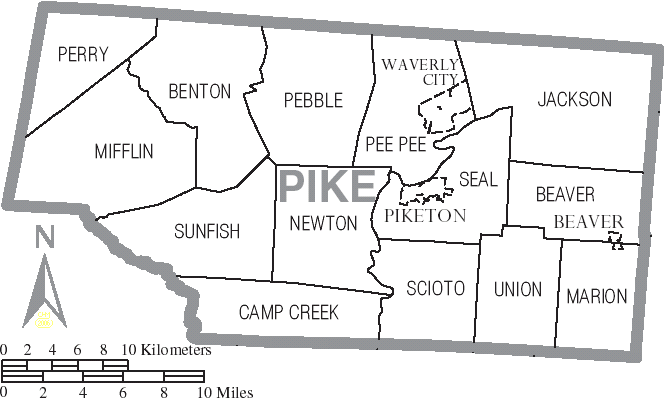
Mapa del condado.

| - Waverly - Beaver - Piketon - Beaver - Benton | - Camp Creek - Jackson - Marion - Mifflin - Newton | - Pebble - Pee Pee - Perry - Scioto - Seal | - Sunfish - Union - Cynthiana - Jasper - Latham | - Morgantown - Stockdale - Wakefield |